# Ichuña
 Ichuña  es una localidad peruana ubicada en la región Moquegua, provincia de General Sánchez Cerro, distrito de Ichuña. Es asimismo capital del distrito de Ichuña. Se encuentra a una altitud de 3783 msnm. Tenía una población de 1320 habitantes en 1993.

## Clima
| Parámetros climáticos promedio de Ichuña | Parámetros climáticos promedio de Ichuña | Parámetros climáticos promedio de Ichuña | Parámetros climáticos promedio de Ichuña | Parámetros climáticos promedio de Ichuña | Parámetros climáticos promedio de Ichuña | Parámetros climáticos promedio de Ichuña | Parámetros climáticos promedio de Ichuña | Parámetros climáticos promedio de Ichuña | Parámetros climáticos promedio de Ichuña | Parámetros climáticos promedio de Ichuña | Parámetros climáticos promedio de Ichuña | Parámetros climáticos promedio de Ichuña | Parámetros climáticos promedio de Ichuña |
| Mes                                      | Ene.                                     | Feb.                                     | Mar.                                     | Abr.                                     | May.                                     | Jun.                                     | Jul.                                     | Ago.                                     | Sep.                                     | Oct.                                     | Nov.                                     | Dic.                                     | Anual                                    |
| ---------------------------------------- | ---------------------------------------- | ---------------------------------------- | ---------------------------------------- | ---------------------------------------- | ---------------------------------------- | ---------------------------------------- | ---------------------------------------- | ---------------------------------------- | ---------------------------------------- | ---------------------------------------- | ---------------------------------------- | ---------------------------------------- | ---------------------------------------- |
| Temp. máx. media (°C)                    | 16.5                                     | 16.1                                     | 16                                       | 16.1                                     | 15.5                                     | 15.2                                     | 15.1                                     | 16.1                                     | 16.7                                     | 17.8                                     | 18                                       | 17.2                                     | 16.4                                     |
| Temp. media (°C)                         | 9.7                                      | 9.7                                      | 9.4                                      | 8.6                                      | 7.3                                      | 6                                        | 5.6                                      | 6.3                                      | 7.8                                      | 8.9                                      | 9.4                                      | 9.8                                      | 8.2                                      |
| Temp. mín. media (°C)                    | 3                                        | 3.3                                      | 2.8                                      | 1.2                                      | -0.9                                     | -3.1                                     | -3.8                                     | -3.4                                     | -1                                       | 0                                        | 0.8                                      | 2.4                                      | 0.1                                      |
| Fuente: climate-data.org                 |                                          |                                          |                                          |                                          |                                          |                                          |                                          |                                          |                                          |                                          |                                          |                                          |                                          |